# Joshua Kutryk
Joshua Kutryk (Fort Saskatchewan, 21 marzo 1982) è un astronauta, ingegnere e aviatore canadese.

## Vita privata
Kutryk è nato a Fort Saskatchewan, ad Alberta, ma è cresciuto in una fattoria nell’Alberta orientale. Nel tempo libero gli piace sciare fuori pista, andare in bici, l'alpinismo e andare sul parapendio.

## Educazione
Kutryk si è laureato in ingegneria meccanica al Royal Military College of Canada a Kingston nel 2004 e ha conseguito tre master negli anni successivi, uno sugli studi sullo spazio alla Embry-Riddle Aeronautical University in Florida nel 2009, un altro in ingegneria dei voli sperimentali alla United States Air Force's Air University in Alabama  nel 2012 (dove ha ottenuto il riconoscimento Liethen-Tittle Award 2012 come miglior diplomato del corso), e l’ultimo negli studi di difesa alla Royal Military College of Canada a Kingston nel 2014.

## Carriera militare
Dal 2007 al 2011, è stato pilota militare dell’aereo canadese CF-18 Hornet del 425 Tactical Fighter Squadron alla Base militare Bagotville, Québec. In quel periodo ha partecipato a missioni di supporto alla NATO, ONU e NORAD intorno al mondo, comprese la Libia e l’Afghanistan. Dal 2015 ha lavorato come pilota collaudatore alla Base militare Cold Lake, dove ha guidato l’unità responsabile per le operazioni di collaudo degli aerei da caccia in Canada, tra cui le valutazioni delle nuove tecnologie e sistemi sul CF-18. Kutryk si è occupato di numerosi progetti di collaudo, come i voli fuori, la navigazione automatica e i voli per il controllo e guida degli armamenti. È stato anche istruttore, insegnando agli altri piloti come pilotare il CF-18 nelle missioni più impegnative. Finora il tenente colonnello Kutryk ha accumulato durante il servizio all’Aeronautica canadese 2800 ore di volo su più di 25 tipi diversi di aerei. Nel 2022 venne promosso al grado di Colonnello.

## Carriera alla CSA
Kutryk aveva partecipato alla selezione per astronauti CSA del 2009, arrivando tra gli ultimi 16 candidati ma non venendo selezionato.
Il 1º luglio 2017 è stato selezionato come astronauta del Gruppo 4 degli astronauti CSA insieme a Jenny Sidey. Ad agosto 2017 si è trasferito a Houston per iniziare l’addestramento di base di due anni al Johnson Space Center insieme ai colleghi del Gruppo 22 degli astronauti NASA.